# Lista prefixelor telefonice (Republica Moldova)

## Apelarea din străinătate a numerelor de telefonie din Republica Moldova
În Republica Moldova, numerele de telefon au 8 cifre. Dintre aceste 8 cifre, 2 sau 3 cifre constituie prefixul centrului raional, iar restul completează numărul propriu zis.
Forma internațională a numărului telefonic e alcătuit din codul țării (+373) și cele 8 cifre a numărului național. 
Un exemplu de număr în format internațional este +37367218574.

## Efectuarea apelurilor (din Republica Moldova)
Pentru a efectua apeluri către numere naționale se formează întâi cifra 0, apoi Prefixul localității sau Prefixul operatorului mobil, iar apoi Numărul abonatului. În total se vor tasta 9 cifre (incluzând tasta 0).
Pentru apeluri internaționale se formează prefixul 00 sau +, Codul țării, Codul orașului și Numărul abonatului.

## Prefixe telefonice
Litera a poate poate avea valoarea 2 sau 3. Astfel, de exemplu, Raionul Orhei are 2 prefixe valide, 0235 și 0335. 

### Telefonie fixă
- 22 xx xx xx — Municipiul Chișinău
- 32 xx xx xx — Municipiul Chișinău
- 230 x xx xx — Raionul Soroca
- 231 x xx xx — Municipiul Bălți
- 235 x xx xx — Municipiul și raionul Orhei
- 236 x xx xx — Raionul Ungheni
- 237 x xx xx — Raionul Strășeni

- 241 x xx xx — Raionul Cimișlia
- 242 x xx xx — Raionul Ștefan Vodă
- 243 x xx xx — Raionul Căușeni
- 244 x xx xx — Raionul Călărași
- 246 x xx xx — Municipiul Edineț
- 247 x xx xx — Raionul Briceni
- 248 x xx xx — Raionul Criuleni
- 249 x xx xx — Raionul Glodeni
- 250 x xx xx — Raionul Florești
- 251 x xx xx — Raionul Dondușeni
- 252 x xx xx — Raionul Drochia
- 254 x xx xx — Raionul Rezina
- 256 x xx xx — Raionul Râșcani
- 258 x xx xx — Raionul Telenești
- 259 x xx xx — Raionul Fălești
- 262 x xx xx — Raionul Sângerei
- 263 x xx xx — Raionul Leova
- 264 x xx xx — Raionul Nisporeni
- 265 x xx xx — Raionul Anenii Noi
- 268 x xx xx — Raionul Ialoveni
- 269 x xx xx — Raionul Hâncești
- 271 x xx xx — Raionul Ocnița
- 272 x xx xx — Raionul Șoldănești
- 273 x xx xx — Raionul Cantemir
- 291 x xx xx — Ceadâr-Lunga și satele adiacente
- 293 x xx xx — Vulcănești și satele adiacente
- 294 x xx xx — Raionul Taraclia
- 297 x xx xx — Raionul Basarabeasca
- 298 x xx xx — Municipiul Comrat
- 299 x xx xx — Raionul Cahul

### Telefonie fixă (Transnistria)
Pentru a apela în Transnistria din Republica Moldova înainte de aceste prefixe se formează 1600373 apoi prefixul și numărul de telefon.
- 210 x xx xx — Raionul Grigoriopol
- 215 x xx xx — Raionul Dubăsari
- 216 x xx xx — Raionul Camenca
- 219 x xx xx — Orașul Dnestrovsc
- 552 x xx xx — Municipiul Bender
- 533 x xx xx — Municipiul Tiraspol
- 555 x xx xx — Raionul Râbnița
- 557 x xx xx — Raionul Slobozia

### Telefonie Mobilă
- 60 xxxxxx — Orange
- 61 xxxxxx — Orange
- 62  xxxxxx — Orange
- 66  xxxxxx — Unité
- 67 xxxxxx — Unité
- 68 xxxxxx — Orange
- 69 xxxxxx — Orange
- 76 xxxxxx — Moldcell
- 78 xxxxxx — Moldcell
- 79 xxxxxx — Moldcell
- 77 4 xxxxx — IDC (Abonați CDMA 450 MHz)
- 77 7 xxxxx — IDC (Abonați CDMA 800 MHz)
- 77 8 xxxxx — IDC (Abonați CDMA 800 MHz)
- 77 9 xxxxx — IDC (Abonați CDMA 800 MHz)

### Numere scurte
- 112 — SOS (Număr unic de urgență care include: Poliția, Pompieri, Ambulanță)

## Operatori alternativi
Pe teritoriul Republicii Moldova există operatori alternativi de telefonie fixă. Pentru ei s-a rezervat un spectru de numere, care încep cu cifra 8.
Pentru Chișinău numerele alternative au următorul format 8x xx xx, pentru alte orașe — 8 xx xx.
Orașele, unde există operatori alternativi sunt, — Chișinău, Bălți, Ungheni, Ocnița și Basarabeasca.